# 自翻唱
自翻唱（日语： Serufu Kabā）是日本流行乐领域的和制英语，多指唱作人翻唱为其他歌手创作的歌曲。例如，槙原敬之翻唱本人为SMAP创作的歌曲《世界上唯一的花》。广义的自翻唱也重新制作翻唱本人的歌曲。
英语中“self-cover”指简装本书籍的封面。